# Braški preliv
Braški preliv (hrvaško Brački kanal) je ožina v Jadranskem morju. Pripada Hrvaški.
Prave naravne meje z zahoda ni, vertikalo pa lahko vzamemo za mejo (navpično, ker gre južno pravokotno na smer splitske obale, ki stoji v smeri zahod-vzhod), ki gre od Splita proti jugu proti Splitska vrata.
Na severni strani Braški preliv meji na celino, na jugu pa na otok Brač.
Prave naravne meje z vzhoda ni. Za vzhodno mejo se lahko šteje črta, ki vodi od rta Lašćatna do Podgorje.